# Curling na Zimních olympijských hrách 1992 – ukázkový turnaj ženy
Turnaj žen v curlingu na Zimních olympijských hrách 1992 byla ukázková soutěž hraná v hale Patinoire olympique.

## Týmy
Ženského turnaje se účastnilo 8 reprezentací.
| Země           | Skip (čtyřka)      | Third (trojka)     | Second (dvojka)     | Lead (jednička)      | Náhradník                 | Klub                                  |
| -------------- | ------------------ | ------------------ | ------------------- | -------------------- | ------------------------- | ------------------------------------- |
| Dánsko         | Helena Blachová    | Malene Krauseová   | Lene Bidstrupová    | Susanne Slotsagerová | Dorthe Holmová            | Hvidovre CC, Hvidovre                 |
| Německo        | Andrea Schöppová   | Stephanie Mayrová  | Monika Wagnerová    | Sabine Huthová       | Christiane Scheibelová    | SC Riessersee, Garmisch-Partenkirchen |
| Francie        | Annick Mercierová  | Brigitte Lamyová   | Géraldine Girodová  | Claire Niatelová     | Brigitte Collardová       | Megève CC, Megève                     |
| Velká Británie | Jackie Lockhartová | Deborah Knoxová    | Judith Stobbieová   | Wendy Bellová        | Isobel Torranceová        | Laurencekirk CC, Aberdeen             |
| Japonsko       | Mayumi Seguchi     | Minori Kudō        | Mayumi Abe          | Utage Matsuzaki      | Rumi Michita              | Obihiro CC, Obihiro                   |
| Kanada         | Julie Suttonová    | Jodie Suttonová    | Melissa Soligoová   | Karri Wilmsová       | Elaine Daggová-Jacksonová | Juan de Fuca CC, Victoria             |
| Norsko         | Dordi Nordbyová    | Hanne Pettersenová | Mette Halvorsenová  | Anne Jøtunová        | Marianne Aspelinová       | Snarøen CC, Oslo                      |
| Švédsko        | Anette Norbergová  | Anna Rindeskogová  | Cathrine Norbergová | Helene Granqvistová  | Ann-Catrin Kjerrová       | Härnösands C, Härnösand               |

## Skupina A
| Pořadí | Tým            | Z | V | P | Skóre |
| ------ | -------------- | - | - | - | ----- |
| 1.     | Německo        | 3 | 2 | 1 | 20:16 |
| 2.     | Norsko         | 3 | 2 | 1 | 15:17 |
| 3.     | Velká Británie | 3 | 2 | 1 | 20:12 |
| 4.     | Japonsko       | 3 | 0 | 3 | 16:26 |

| Tým                 | Celkem |
| ------------------- | ------ |
| Norsko (Nordbyová)  | 3      |
| Německo (Schöppová) | 7      |

| Tým                         | Celkem |
| --------------------------- | ------ |
| Velká Británie (Lockhartoá) | 10     |
| Japonsko (Seguchi)          | 3      |

| Tým                 | Celkem |
| ------------------- | ------ |
| Německo (Schöppová) | 9      |
| Japonsko (Seguchi)  | 7      |

| Tým                         | Celkem |
| --------------------------- | ------ |
| Norsko (Nordbyová)          | 5      |
| Velká Británie (Lockhartoá) | 4      |

| Tým                         | Celkem |
| --------------------------- | ------ |
| Německo (Schöppová)         | 4      |
| Velká Británie (Lockhartoá) | 6      |

| Tým                | Celkem |
| ------------------ | ------ |
| Norsko (Nordbyová) | 7      |
| Japonsko (Seguchi) | 6      |

### Tie-break
| Tým                         | Celkem |
| --------------------------- | ------ |
| Německo (Schöppová)         | 5      |
| Velká Británie (Lockhartoá) | 4      |

| Tým                         | Celkem |
| --------------------------- | ------ |
| Norsko (Nordbyová)          | 9      |
| Velká Británie (Lockhartoá) | 4      |

## Skupina B
| Pořadí | Tým     | Z | V | P | Skóre |
| ------ | ------- | - | - | - | ----- |
| 1.     | Kanada  | 3 | 3 | 0 | 24:7  |
| 2.     | Dánsko  | 3 | 2 | 1 | 19:23 |
| 3.     | Švédsko | 3 | 1 | 2 | 22:21 |
| 4.     | Francie | 3 | 0 | 3 | 13:27 |

| Tým                | Celkem |
| ------------------ | ------ |
| Kanada (Suttonová) | 12     |
| Dánsko (Blachová)  | 2      |

| Tým                  | Celkem |
| -------------------- | ------ |
| Švédsko (Norbergová) | 14     |
| Francie (Mercierová) | 5      |

| Tým                  | Celkem |
| -------------------- | ------ |
| Dánsko (Blachová)    | 8      |
| Švédsko (Norbergová) | 6      |

| Tým                  | Celkem |
| -------------------- | ------ |
| Kanada (Suttonová)   | 4      |
| Francie (Mercierová) | 3      |

| Tým                  | Celkem |
| -------------------- | ------ |
| Kanada (Suttonová)   | 8      |
| Švédsko (Norbergová) | 2      |

| Tým                  | Celkem |
| -------------------- | ------ |
| Francie (Mercierová) | 5      |
| Dánsko (Blachová)    | 9      |

## O umístění

### O páté místo
| Tým                          | Celkem |
| ---------------------------- | ------ |
| Švédsko (Norbergová)         | 11     |
| Velká Británie (Lockhartová) | 7      |

### O sedmé místo
| Tým                  | Celkem |
| -------------------- | ------ |
| Francie (Mercierová) | 9      |
| Japonsko (Seguchi)   | 6      |

## Play-off

### Pavouk
|  | Semifinále | Semifinále | Semifinále |  |  | Finále      | Finále      | Finále      |
|  |            |            |            |  |  |             |             |             |
|  | 2B         | Dánsko     | 5          |  |  |             |             |             |
|  | 1A         | Německo    | 6          |  |  |             |             |             |
|  |            |            |            |  |  | 1A          | Německo     | 9           |
|  |            |            |            |  |  | 2A          | Norsko      | 2           |
|  | 2A         | Norsko     | 9          |  |  |             |             |             |
|  | 4B         | Kanada     | 2          |  |  | Třetí místo | Třetí místo | Třetí místo |
|  |            |            |            |  |  | 2B          | Dánsko      | 3           |
|  |            |            |            |  |  | 1B          | Kanada      | 9           |

### Semifinále
| Tým                 | Celkem |
| ------------------- | ------ |
| Dánsko (Blachová)   | 5      |
| Německo (Schöppová) | 6      |

| Tým                | Celkem |
| ------------------ | ------ |
| Norsko (Nordbyová) | 9      |
| Kanada (Suttonová) | 2      |

### O třetí místo
| Tým                | Celkem |
| ------------------ | ------ |
| Dánsko (Blachová)  | 3      |
| Kanada (Suttonová) | 9      |

### Finále
| Tým                 | 1 | 2 | 3 | 4 | 5 | 6 | 7 | 8 | 9 | 10 | Celkem |
| ------------------- | - | - | - | - | - | - | - | - | - | -- | ------ |
| Německo (Schöppová) | 0 | 2 | 0 | 0 | 0 | 0 | 3 | 4 | X | X  | 9      |
| Norsko (Nordbyová)  | 0 | 0 | 0 | 1 | 1 | 0 | 0 | 0 | X | X  | 2      |

## Konečné umístění
| Pořadí                      | Tým                  |
| --------------------------- | -------------------- |
| Zlatá olympijská medaile    | Německo (GER)        |
| Stříbrná olympijská medaile | Norsko (NOR)         |
| Bronzová olympijská medaile | Kanada (CAN)         |
| 4.                          | Dánsko (DEN)         |
| 5.                          | Švédsko (SWE)        |
| 6.                          | Velká Británie (GBR) |
| 7.                          | Francie (FRA)        |
| 8.                          | Japonsko (JPN)       |